# Berillid
A berillid egy intermetallikus vegyület amit a berillium más fémekkel alkot, mint például a cirkónium, tantál, titán, nikkel, vagy kobalt. Tipikus berillidek például a Be12Ti és FeBe5. Ezek kemény, fémes jellegű anyagok, melyek tulajdonságai eltérnek az összetevőiktől, főleg az oxidáció elleni ellenálló-képességben.

## Alkalmazása
A kobalt- és nikkel-berillidek fontosak a fémkohászatban, mivel a kicsapott fázisú berillium réz ötvözet. Mivel nem szikráznak használhatók bizonyos veszélyes környezetben.
A nukleáris technológiában a berillideket vizsgálták neutronsokszorozókként. Ellentétben a fémes berilliummal, a berillidek, mint a Be12Ti jobban ellenállnak a víz általi oxidációnak, és megtartják a neutronsokszorozó tulajdonságukat.

## Fordítás
Ez a szócikk részben vagy egészben  a   Beryllide című angol Wikipédia-szócikk fordításán alapul.  Az eredeti cikk szerkesztőit annak laptörténete sorolja fel. Ez a jelzés csupán a megfogalmazás eredetét és a szerzői jogokat jelzi, nem szolgál a cikkben szereplő információk forrásmegjelöléseként.